# Copenhagen Towers
Die Copenhagen Towers sind ein dänisches American-Football-Team aus Gentofte. Sie sind eines der erfolgreichsten und traditionsreichsten Teams Dänemarks.

## Geschichte
Die Towers wurden am 20. August 1990 von ehemaligen Spielern der kurz zuvor aufgelösten Copenhagen Vikings gegründet. Zwei Jahre später holten die Towers ihren ersten Landestitel und dominierten daraufhin die dänische Liga mit vier Meisterschaften in Folge. In dieser Zeit traten die Towers auch international in Erscheinung, als sie sich 1994 in der Qualifikation der European Football League durchsetzen konnten und ins Viertelfinale einzogen. Die Vizemeisterschaft 1996 war für viele Jahre die letzte Teilnahme am Mermaid Bowl, bis die Towers 2013 und 2014 ihre Anzahl an dänischen Meisterschaften auf sechs verbessern konnten.
In der Saison 2013 traten sie im EFAF Cup an und kamen dort bis ins Halbfinale. In den Jahren 2014 und 2015 traten die Towers in der IFAF Europe Champions League an. Seit 2016 waren die Towers in allen Endspielen um die dänische Meisterschaft vertreten und konnten diese 2017, 2018 und von 2021 bis 2024 gewinnen. Damit sind sie mit inzwischen zwölf Meisterschaften Rekordtitelträger in Dänemark.
Zur Saison 2025 spielen die Towers parallel zur dänischen Spielbetrieb auch in der schwedischen Superserien.

## Erfolge
- Mermaid Bowl (Dänische Meisterschaft)
  - Titelgewinn: 1992–1995, 2013, 2014, 2017, 2018, 2021–2024
  - Vizemeisterschaft: 1996, 2019
- IFAF Northern European Football League
  - Titelgewinn: 2018
- EFAF Cup
  - Halbfinale: 2013